# Трилер (музика)
Трилер (енгл. trill, фр. trille). је брзо смењивање главног (нотираног) тона и његовог горњег суседног тона. Обично се завршава тзв. нахшлагом, који додирује и доњи суседни тон и који се пише ситнијим нотама 
Бележи се знаком  изнад ноте (почетна слова речи трилер), а ако је на дужој ноти, може се иза њега ставити валовита црта, као нпр.:
 Playⓘ
Приликом извођења трилера треба водити рачуна да смена тонова буде ритмички уједначена. Трилер на краткој ноти може се извести као пралтрилер:
 Playⓘ